# 科爾峰
科爾峰（英語：Cole Peak）是南極洲的山峰，位於瑪麗伯德地，處於杜馬尼山東北面11公里的沃森海崖北部，海拔高度2,140米，美國地質調查局根據測量和美國海軍拍攝的空中照片繪入地圖，現時由南極條約體系管理。